# Olympische Sommerspiele 2020/Radsport – Sprint Bahn (Männer)
Der Bahnradsprint der Männer bei den Olympischen Spielen 2020 in Tokio wurde vom 4. bis 6. August 2021 im Izu Velodrome ausgetragen.

## Ergebnisse

### Qualifikation
| Rang | Athlet              | Nation              | Zeit (s) | Ø Geschw. (km/h) | Anmerkung |
| ---- | ------------------- | ------------------- | -------- | ---------------- | --------- |
| 1    | Jeffrey Hoogland    | Niederlande         | 9,215    | 78,133           | Q, OR     |
| 2    | Harrie Lavreysen    | Niederlande         | 9,215    | 78,133           | Q         |
| 3    | Jack Carlin         | Großbritannien      | 9,304    | 77,360           | Q         |
| 4    | Nicholas Paul       | Trinidad und Tobago | 9,316    | 77,286           | Q         |
| 5    | Denis Dmitrijew     | ROC                 | 9,331    | 77,162           | Q         |
| 6    | Jaïr Tjon En Fa     | Suriname            | 9,472    | 76,014           | Q         |
| 7    | Mateusz Rudyk       | Polen               | 9,493    | 75,845           | Q         |
| 8    | Jason Kenny         | Großbritannien      | 9,510    | 75,710           | Q         |
| 9    | Yūta Wakimoto       | Japan               | 9,518    | 75,646           | Q         |
| 10   | Sébastien Vigier    | Frankreich          | 9,551    | 75,385           | Q         |
| 11   | Xu Chao             | China               | 9,584    | 75,125           | Q         |
| 12   | Nick Wammes         | Kanada              | 9,587    | 75,102           | Q         |
| 13   | Stefan Bötticher    | Deutschland         | 9,593    | 75,055           | Q         |
| 14   | Patryk Rajkowski    | Polen               | 9,594    | 75,047           | Q         |
| 15   | Hugo Barrette       | Kanada              | 9,596    | 75,031           | Q         |
| 16   | Kevin Quintero      | Kolumbien           | 9,626    | 74,797           | Q         |
| 17   | Azizulhasni Awang   | Malaysia            | 9,626    | 74,797           | Q         |
| 18   | Sam Webster         | Neuseeland          | 9,631    | 74,759           | Q         |
| 19   | Maximilian Levy     | Deutschland         | 9,646    | 74,642           | Q         |
| 20   | Rayan Helal         | Frankreich          | 9,669    | 74,465           | Q         |
| 21   | Matthew Richardson  | Australien          | 9,685    | 74,342           | Q         |
| 22   | Nathan Hart         | Australien          | 9,696    | 74,257           | Q         |
| 23   | Shah Firdaus Sahrom | Malaysia            | 9,700    | 74,227           | Q         |
| 24   | Ethan Mitchell      | Neuseeland          | 9,705    | 74,189           | Q         |
| 25   | Pawel Jakuschewski  | ROC                 | 9,723    | 74,051           |           |
| 26   | Yudai Nitta         | Japan               | 9,728    | 74,013           |           |
| 27   | Jean Spies          | Südafrika           | 9,787    | 73,567           |           |
| 28   | Tomáš Bábek         | Tschechien          | 9,856    | 73,052           |           |
| 29   | Sergei Ponomarjow   | Kasachstan          | 9,932    | 72,493           |           |
| 30   | Kwesi Browne        | Trinidad und Tobago | 9,966    | 72,246           |           |

### 1/32-Finale

#### Lauf 1
| Athlet           | Nation      | Zeit (s) | Ø Geschw. (km/h) |
| ---------------- | ----------- | -------- | ---------------- |
| Jeffrey Hoogland | Niederlande | 9,821    | 73,312           |
| Ethan Mitchell   | Neuseeland  | +0,233   | +0,233           |

#### Lauf 2
| Athlet              | Nation      | Zeit (s) | Ø Geschw. (km/h) |
| ------------------- | ----------- | -------- | ---------------- |
| Harrie Lavreysen    | Niederlande | 10,005   | 71,964           |
| Shah Firdaus Sahrom | Malaysia    | +0,063   | +0,063           |

#### Lauf 3
| Athlet      | Nation         | Zeit (s) | Ø Geschw. (km/h) |
| ----------- | -------------- | -------- | ---------------- |
| Jack Carlin | Großbritannien | 9,829    | 73,253           |
| Nathan Hart | Australien     | +0,306   | +0,306           |

#### Lauf 4
| Athlet             | Nation              | Zeit (s) | Ø Geschw. (km/h) |
| ------------------ | ------------------- | -------- | ---------------- |
| Nicholas Paul      | Trinidad und Tobago | 9,824    | 73,290           |
| Matthew Richardson | Australien          | +0,618   | +0,618           |

#### Lauf 5
| Athlet          | Nation     | Zeit (s) | Ø Geschw. (km/h) |
| --------------- | ---------- | -------- | ---------------- |
| Denis Dmitrijew | ROC        | 9,859    | 73,030           |
| Rayan Helal     | Frankreich | +0,479   | +0,479           |

#### Lauf 6
| Athlet          | Nation      | Zeit (s) | Ø Geschw. (km/h) |
| --------------- | ----------- | -------- | ---------------- |
| Maximilian Levy | Deutschland | 9,922    | 72,566           |
| Jaïr Tjon En Fa | Suriname    | +0,002   | +0,002           |

#### Lauf 7
| Athlet        | Nation     | Zeit (s) | Ø Geschw. (km/h) |
| ------------- | ---------- | -------- | ---------------- |
| Sam Webster   | Neuseeland | 10,099   | 71,294           |
| Mateusz Rudyk | Polen      | +0,180   | +0,180           |

#### Lauf 8
| Athlet            | Nation         | Zeit (s) | Ø Geschw. (km/h) |
| ----------------- | -------------- | -------- | ---------------- |
| Jason Kenny       | Großbritannien | 9,791    | 73,537           |
| Azizulhasni Awang | Malaysia       | +0,032   | +0,032           |

#### Lauf 9
| Athlet         | Nation    | Zeit (s) | Ø Geschw. (km/h) |
| -------------- | --------- | -------- | ---------------- |
| Yūta Wakimoto  | Japan     | 9,997    | 72,022           |
| Kevin Quintero | Kolumbien | +0,084   | +0,084           |

#### Lauf 10
| Athlet           | Nation     | Zeit (s) | Ø Geschw. (km/h) |
| ---------------- | ---------- | -------- | ---------------- |
| Sébastien Vigier | Frankreich | 10,182   | 70,713           |
| Hugo Barrette    | Kanada     | +0,020   | +0,020           |

#### Lauf 11
| Athlet           | Nation | Zeit (s) | Ø Geschw. (km/h) |
| ---------------- | ------ | -------- | ---------------- |
| Patryk Rajkowski | Polen  | 10,465   | 68,801           |
| Xu Chao          | China  | +0,291   | +0,291           |

#### Lauf 12
| Athlet           | Nation      | Zeit (s) | Ø Geschw. (km/h) |
| ---------------- | ----------- | -------- | ---------------- |
| Nick Wammes      | Kanada      | 10,228   | 70,395           |
| Stefan Bötticher | Deutschland | +0,015   | +0,015           |

### Hoffnungsläufe

#### Lauf 1
| Athlet            | Nation     | Zeit (s) | Ø Geschw. (km/h) |
| ----------------- | ---------- | -------- | ---------------- |
| Azizulhasni Awang | Malaysia   | 10,056   | 71,599           |
| Kevin Quintero    | Kolumbien  | +0,204   | +0,204           |
| Ethan Mitchell    | Neuseeland | +0,549   | +0,549           |

#### Lauf 2
| Athlet              | Nation   | Zeit (s) | Ø Geschw. (km/h) |
| ------------------- | -------- | -------- | ---------------- |
| Shah Firdaus Sahrom | Malaysia | 9,667    | 74,480           |
| Hugo Barrette       | Kanada   | +0,619   | +0,619           |
| Mateusz Rudyk       | Polen    | +0,668   | +0,668           |

#### Lauf 3
| Athlet          | Nation     | Zeit (s) | Ø Geschw. (km/h) |
| --------------- | ---------- | -------- | ---------------- |
| Jaïr Tjon En Fa | Suriname   | 10,016   | 71,885           |
| Xu Chao         | China      | +0,062   | +0,062           |
| Nathan Hart     | Australien | +0,185   | +0,185           |

#### Lauf 4
| Athlet             | Nation      | Zeit (s) | Ø Geschw. (km/h) |
| ------------------ | ----------- | -------- | ---------------- |
| Stefan Bötticher   | Deutschland | 10,030   | 71,885           |
| Rayan Helal        | Frankreich  | +0,032   | +0,032           |
| Matthew Richardson | Australien  | +0,421   | +0,421           |

### 1/16-Finale

#### 1/16-Finale

##### Lauf 1
| Athlet           | Nation      | Zeit (s) | Ø Geschw. (km/h) |
| ---------------- | ----------- | -------- | ---------------- |
| Jeffrey Hoogland | Niederlande | 10,034   | 71,758           |
| Stefan Bötticher | Deutschland | +0,111   | +0,111           |

##### Lauf 2
| Athlet           | Nation      | Zeit (s) | Ø Geschw. (km/h) |
| ---------------- | ----------- | -------- | ---------------- |
| Harrie Lavreysen | Niederlande | 9,766    | 73,725           |
| Jaïr Tjon En Fa  | Suriname    | +0,259   | +0,259           |

##### Lauf 3
| Athlet              | Nation         | Zeit (s) | Ø Geschw. (km/h) |
| ------------------- | -------------- | -------- | ---------------- |
| Jack Carlin         | Großbritannien | 9,884    | 72,845           |
| Shah Firdaus Sahrom | Malaysia       | +0,132   | +0,132           |

##### Lauf 4
| Athlet            | Nation              | Zeit (s) | Ø Geschw. (km/h) |
| ----------------- | ------------------- | -------- | ---------------- |
| Nicholas Paul     | Trinidad und Tobago | 9,798    | 73,484           |
| Azizulhasni Awang | Malaysia            | +0,026   | +0,026           |

##### Lauf 5
| Athlet          | Nation | Zeit (s) | Ø Geschw. (km/h) |
| --------------- | ------ | -------- | ---------------- |
| Denis Dmitrijew | ROC    | 10,127   | 71,097           |
| Nick Wammes     | Kanada | +0,107   | +0,107           |

##### Lauf 6
| Athlet           | Nation      | Zeit (s) | Ø Geschw. (km/h) |
| ---------------- | ----------- | -------- | ---------------- |
| Maximilian Levy  | Deutschland | 10,247   | 70,264           |
| Patryk Rajkowski | Polen       | +0,149   | +0,149           |

##### Lauf 7
| Athlet           | Nation     | Zeit (s) | Ø Geschw. (km/h) |
| ---------------- | ---------- | -------- | ---------------- |
| Sam Webster      | Neuseeland | 9,845    | 73,134           |
| Sébastien Vigier | Frankreich | +0,038   | +0,038           |

##### Lauf 8
| Athlet        | Nation         | Zeit (s) | Ø Geschw. (km/h) |
| ------------- | -------------- | -------- | ---------------- |
| Jason Kenny   | Großbritannien | 9,91     | 72,610           |
| Yūta Wakimoto | Japan          | +0,021   | +0,021           |

#### Hoffnungsläufe

##### Lauf 1
| Athlet           | Nation      | Zeit (s) | Ø Geschw. (km/h) |
| ---------------- | ----------- | -------- | ---------------- |
| Yūta Wakimoto    | Japan       | 10,323   | 69,747           |
| Stefan Bötticher | Deutschland | +0,176   | +0,176           |

##### Lauf 2
| Athlet           | Nation     | Zeit (s) | Ø Geschw. (km/h) |
| ---------------- | ---------- | -------- | ---------------- |
| Sébastien Vigier | Frankreich | 9,900    | 72,727           |
| Jaïr Tjon En Fa  | Suriname   | +0,085   | +0,085           |

##### Lauf 3
| Athlet              | Nation   | Zeit (s) | Ø Geschw. (km/h) |
| ------------------- | -------- | -------- | ---------------- |
| Shah Firdaus Sahrom | Malaysia | 10,317   | 69,788           |
| Patryk Rajkowski    | Polen    | +0,260   | +0,260           |

##### Lauf 4
| Athlet            | Nation   | Zeit (s) | Ø Geschw. (km/h) |
| ----------------- | -------- | -------- | ---------------- |
| Azizulhasni Awang | Malaysia | 10,131   | 71,069           |
| Nick Wammes       | Kanada   | +0,104   | +0,104           |

### Achtelfinale

#### Achtelfinale

##### Lauf 1
| Athlet            | Nation      | Zeit (s) | Ø Geschw. (km/h) |
| ----------------- | ----------- | -------- | ---------------- |
| Jeffrey Hoogland  | Niederlande | 9,831    | 73,238           |
| Azizulhasni Awang | Malaysia    | +0,040   | +0,040           |

##### Lauf 2
| Athlet              | Nation      | Zeit (s) | Ø Geschw. (km/h) |
| ------------------- | ----------- | -------- | ---------------- |
| Harrie Lavreysen    | Niederlande | 9,635    | 74,728           |
| Shah Firdaus Sahrom | Malaysia    | +0,449   | +0,449           |

##### Lauf 3
| Athlet           | Nation         | Zeit (s) | Ø Geschw. (km/h) |
| ---------------- | -------------- | -------- | ---------------- |
| Jack Carlin      | Großbritannien | 9,963    | 72,267           |
| Sébastien Vigier | Frankreich     | +0,171   | +0,171           |

##### Lauf 4
| Athlet        | Nation              | Zeit (s) | Ø Geschw. (km/h) |
| ------------- | ------------------- | -------- | ---------------- |
| Nicholas Paul | Trinidad und Tobago | 10,091   | 71,351           |
| Yūta Wakimoto | Japan               | +0,457   | +0,457           |

##### Lauf 5
| Athlet          | Nation         | Zeit (s) | Ø Geschw. (km/h) |
| --------------- | -------------- | -------- | ---------------- |
| Denis Dmitrijew | ROC            | 9,828    | 73,280           |
| Jason Kenny     | Großbritannien | +0,076   | +0,076           |

##### Lauf 6
| Athlet          | Nation      | Zeit (s) | Ø Geschw. (km/h) |
| --------------- | ----------- | -------- | ---------------- |
| Maximilian Levy | Deutschland | 10,355   | 69,532           |
| Sam Webster     | Neuseeland  | +0,132   | +0,132           |

#### Hoffnungsläufe

##### Lauf 1
| Athlet           | Nation         | Zeit (s) | Ø Geschw. (km/h) |
| ---------------- | -------------- | -------- | ---------------- |
| Jason Kenny      | Großbritannien | 10,066   | 71,528           |
| Stefan Bötticher | Deutschland    | +0,176   | +0,176           |
| Yūta Wakimoto    | Japan          | +0,325   | +0,325           |

##### Lauf 2
| Athlet              | Nation     | Zeit (s) | Ø Geschw. (km/h) |
| ------------------- | ---------- | -------- | ---------------- |
| Sébastien Vigier    | Frankreich | 10,169   | 70,803           |
| Jaïr Tjon En Fa     | Suriname   | +0,101   | +0,101           |
| Shah Firdaus Sahrom | Malaysia   | +0,133   | +0,133           |

##### Lauf 3
| Athlet              | Nation   | Zeit (s) | Ø Geschw. (km/h) |
| ------------------- | -------- | -------- | ---------------- |
| Shah Firdaus Sahrom | Malaysia | 10,317   | 69,788           |
| Patryk Rajkowski    | Polen    | +0,260   | +0,260           |

##### Lauf 4
| Athlet            | Nation   | Zeit (s) | Ø Geschw. (km/h) |
| ----------------- | -------- | -------- | ---------------- |
| Azizulhasni Awang | Malaysia | 10,131   | 71,069           |
| Nick Wammes       | Kanada   | +0,104   | +0,104           |

### Viertelfinale

#### Lauf 1
| Athlet           | Nation      | 1. Rennen | 2. Rennen |
| Athlet           | Nation      | Zeit (s)  | Zeit (s)  |
| ---------------- | ----------- | --------- | --------- |
| Jeffrey Hoogland | Niederlande | 10,204    | 9,902     |
| Sébastien Vigier | Frankreich  | +2,440    | +0,059    |

#### Lauf 2
| Athlet           | Nation         | 1. Rennen | 2. Rennen |
| Athlet           | Nation         | Zeit (s)  | Zeit (s)  |
| ---------------- | -------------- | --------- | --------- |
| Harrie Lavreysen | Niederlande    | 10,243    | 10,551    |
| Jason Kenny      | Großbritannien | +0,047    | +0,942    |

### Rennen um die Plätze 5 bis 8
| Athlet           | Nation              | Zeit (s) | Ø Geschw. (km/h) | Rang |
| ---------------- | ------------------- | -------- | ---------------- | ---- |
| Maximilian Levy  | Deutschland         | 9,879    | 72,882           | 5    |
| Nicholas Paul    | Trinidad und Tobago | +0,152   | +0,152           | 6    |
| Sébastien Vigier | Frankreich          | +0,644   | +0,644           | 7    |
| Jason Kenny      | Australien          | +0,879   | +0,879           | 8    |

#### Lauf 3
| Athlet          | Nation         | 1. Rennen | 2. Rennen |
| Athlet          | Nation         | Zeit (s)  | Zeit (s)  |
| --------------- | -------------- | --------- | --------- |
| Jack Carlin     | Großbritannien | 9,680     | 9,795     |
| Maximilian Levy | Deutschland    | +2,507    | +0,396    |

#### Lauf 4
| Athlet          | Nation              | 1. Rennen | 2. Rennen | 3. Rennen |
| Athlet          | Nation              | Zeit (s)  | Zeit (s)  | Zeit (s)  |
| --------------- | ------------------- | --------- | --------- | --------- |
| Denis Dmitrijew | ROC                 | +0,295    | 9,824     | 10,381    |
| Nicholas Paul   | Trinidad und Tobago | 9,648     | REL       | +4,383    |

### Halbfinale

#### Lauf 1
| Athlet           | Nation      | 1. Rennen | 2. Rennen |
| Athlet           | Nation      | Zeit (s)  | Zeit (s)  |
| ---------------- | ----------- | --------- | --------- |
| Jeffrey Hoogland | Niederlande | 9,692     | 9,786     |
| Denis Dmitrijew  | Russland    | +0,107    | +0,010    |

#### Lauf 2
| Athlet           | Nation         | 1. Rennen | 2. Rennen |
| Athlet           | Nation         | Zeit (s)  | Zeit (s)  |
| ---------------- | -------------- | --------- | --------- |
| Harrie Lavreysen | Niederlande    | 9,747     | 9,784     |
| Jack Carlin      | Großbritannien | +0,067    | +0,042    |

### Bronze-Finale
| Athlet          | Nation         | 1. Rennen | 2. Rennen | Rang |
| Athlet          | Nation         | Zeit (s)  | Zeit (s)  | Rang |
| --------------- | -------------- | --------- | --------- | ---- |
| Jack Carlin     | Großbritannien | 9,786     | 9,934     | 3    |
| Denis Dmitrijew | ROC            | +0,486    | +0,015    | 4    |

### Gold-Finale
| Athlet           | Nation      | 1. Rennen | 2. Rennen | 3. Rennen | Rang |
| Athlet           | Nation      | Zeit (s)  | Zeit (s)  | Zeit (s)  | Rang |
| ---------------- | ----------- | --------- | --------- | --------- | ---- |
| Harrie Lavreysen | Niederlande | +0,012    | 9,976     | 10,681    | 1    |
| Jeffrey Hoogland | Niederlande | +9,724    | +0,015    | +0,208    | 2    |

### Gesamtergebnis
| Rang           | Athlet              | Nation              |
| -------------- | ------------------- | ------------------- |
| Goldmedaille   | Harrie Lavreysen    | Niederlande         |
| Silbermedaille | Jeffrey Hoogland    | Niederlande         |
| Bronzemedaille | Jack Carlin         | Großbritannien      |
| 4              | Denis Dmitrijew     | ROC                 |
| 5              | Maximilian Levy     | Deutschland         |
| 6              | Nicholas Paul       | Trinidad und Tobago |
| 7              | Sébastien Vigier    | Frankreich          |
| 8              | Jason Kenny         | Großbritannien      |
| 9              | Yūta Wakimoto       | Japan               |
| 10             | Azizulhasni Awang   | Malaysia            |
| 11             | Sam Webster         | Neuseeland          |
| 12             | Shah Firdaus Sahrom | Malaysia            |
| 13             | Jaïr Tjon En Fa     | Suriname            |
| 14             | Nick Wammes         | Kanada              |
| 15             | Stefan Bötticher    | Deutschland         |
| 16             | Patryk Rajkowski    | Polen               |
| 17             | Mateusz Rudyk       | Polen               |
| 18             | Xu Chao             | Volksrepublik China |
| 19             | Hugo Barrette       | Kanada              |
| 20             | Kevin Quintero      | Kolumbien           |
| 21             | Rayan Helal         | Frankreich          |
| 22             | Matthew Richardson  | Australien          |
| 23             | Nathan Hart         | Australien          |
| 24             | Ethan Mitchell      | Neuseeland          |
| 25             | Pawel Jakuschewski  | ROC                 |
| 26             | Yudai Nitta         | Japan               |
| 27             | Jean Spies          | Südafrika           |
| 28             | Tomáš Bábek         | Tschechien          |
| 29             | Sergei Ponomarjow   | Kasachstan          |
| 30             | Kwesi Browne        | Japan               |